# Ngati Huia
Ngati Huia é uma hapu (subtribo) do iwi (tribo maori) Ngati Raukawa da Nova Zelândia. O cacique dos Ngati Huia e Ngati Raukawa entre as décadas de 1820 e 1840 foi Te Whatanui, que liderou parte dos Ngati Raukawa a partir das suas terras tradicionais do sul de Waikato até a Costa do Kapiti.